# Propallene crinipes
Propallene crinipes is een zeespin uit de familie Callipallenidae. De soort behoort tot het geslacht Propallene. Propallene crinipes werd in 1968 voor het eerst wetenschappelijk beschreven door Stock. 